# Nagrada Drago Gervais
Književna nagrada Drago Gervais dodjeljuje se u organizaciji Gradske knjižnice Rijeka i Grada Rijeke s ciljem poticanja na hrvatsko književno stvaralaštvo i vrednovanja djela na čakavštini. Ime nosi u čast hrvatskog književnika i pjesnika Drage Gervaisa. 
Nagradu je ustanovila bivša Općina Rijeka 1961. godine kao najviše književno priznanje riječkog kraja, dodjeljujući je do 1974. godine svake, a od 1974. godine svake druge godine.

## Povijest
U ožujku 1961. godine Fond Drage Gervaisa raspisao je natječaj za najbolju novelu, pripovijetku, pjesmu, roman, esej i dramu s tematikom narodne revolucije s obzirom na to da se te godine slavila 20. obljetnica ustanka protiv nacista. U tom trenutku pravo sudjelovanja imale su samo osobe koje žive na području kotara Rijeka. Dobitnici prve dodjele bili su Mario Schiavato za zbirku novela Mi koji volimo, Marija Vukušić-Končar za zbirku pjesama Moje pjesme i Vladmir Šegota za zbirku pjesama Prah i ne prah. Dugi niz godina propozicije natjecanja tražile su da natjecatelji moraju prebivati ili imati stalno zaposlenje na području Hrvatskog primorja i Gorskog kotara. Iznimno, ako je književno ostvarenje tematski i problemski striktno bilo vezano uz navedeno područje moglo je biti nagrađeno umjetnički vrijedno djelo i autora koji živi i radi izvan Hrvatskog primorja i Gorskog kotara. 
Lokalni karakter nagrade dokida se 2005. godine kada dolazi do radikalnog zaokreta u propozicijama, te se za nagradu u kategoriji najbolje neobjavljeno književno djelo mogu natjecati državljani Republike Hrvatske dok se u kategoriji za najbolje objavljeno književno djelo na čakavštini mogu natjecati i autori koji nisu državljani Republike Hrvatske. Također Grad Rijeka je 2005. organizacijske poslove u provedbi dodjele nagrade povjerio Gradskoj knjižnici Rijeka.  Prvi laureati ovakva vrednovanja književnih radova bili su Lada Puljizević s romanom Cipele za padanje i David Kabalin Vinodolski sa zbirkom pjesama Barčica j'armana, slebron okovana. Jedno od najsupješnijih djela nagrađenih Književnom nagradom Drago Gervais je roman Fijumanka Srećka Cuculića koji je doživio četiri izdanja. 
Nagrada se dodjeljuje u dvije kategorije, i to za:
- najbolje neobjavljeno književno djelo (roman, zbirka poezije, zbirka novela, drama i drugo)
- najbolje objavljeno književno djelo na nekom od idioma čakavskog narječja hrvatskog jezika.

## Vanjske poveznice
- Dobitnici nagrade Drago Gervais, rijeka.hr